# Artemisina jovis
Artemisina jovis är en svampdjursart som beskrevs av Arthur Dendy 1924. Artemisina jovis ingår i släktet Artemisina och familjen Microcionidae.
Artens utbredningsområde är havet kring Nya Zeeland. Inga underarter finns listade i Catalogue of Life.